# Agoniatiten
Die Agoniatiten (Agoniatitida) sind eine Ordnung von jungpaläozoischen Ammoniten (Ammonoidea). Sie stellen im Devon wichtige Leitfossilien.

## Merkmale
Die Formen der Gehäuse variieren erheblich, von leicht gekrümmten, über lose aufgerollte bis zu eng aufgerollten Formen. Einige Gruppe besitzen dünnscheibenförmige Gehäuse, andere Gruppen dicke und plumpe Gehäuse. Bei den ältesten Formen ist der Nabel durchbrochen („Nabellücke“). Die Grundlobenformel ist EL. Während der Evolution wird dieses Merkmal stark modifiziert, Untergliederung des E-Lobus, Entwicklung eines Umbilical-Lobus und eine I-Lobus. Die Loben sind meist sehr einfach gerundet, in spezialisierten Formen aber bereits z. T. zugespitzt oder fingerförmig.

## Systematik
Die Ordnung wird derzeit in vier Unterordnungen mit jeweils einigen Überfamilien unterteilt:
- Ordnung Agoniatitida Ruzhencev, 1957
  - Unterordnung Agonititina Ruzhencev, 1957
    - Überfamilie Mimisphinctoidea Erben, 1953
    - Überfamilie Mimagoniatitoidea Miller, 1938
    - Überfamilie Agoniatitoidea Holzapfel, 1899

  - Unterordnung Gephuroceratina Ruzhencev, 1957
    - Überfamilie Gephuroceratoidea Frech, 1897
    - Überfamilie Beloceratoidea Hyatt, 1884

  - Unterordnung Anarcestina Miller & Furnish, 1954
    - Überfamilie Anarcestoidea Steinmann, 1890

  - Unterordnung Pharciceratina Korn, 1998
    - Überfamilie Pharciceratoidea Hyatt, 1900
    - Überfamilie Triainoceratoidea Hyatt, 1884